# توزیع گاوسی تعمیم‌یافته
توزیع گاوسی عمومی یک خانواده از توزیع‌های پیوسته احتمال است. این خانواده از توزیع‌ها عمومی توزیع گاوسی و توزیع لاپلاسی یا توزیع نمایی دوگانه است که یک پارامتر جدید به آن‌ها می‌افزاید. 
تابع چگالی احتمال به صورت زیر است:
{\displaystyle f(x;m,\sigma ,\alpha )=a\ \exp(-|(x-m)/b|^{\alpha })} ،{\displaystyle x\in \mathbb {R} ,}
که m میانگین توزیع است {\displaystyle \sigma } انحراف معیار است {\displaystyle \alpha } is پارامتر شکل و {\displaystyle \sigma ,\alpha >0}. ثابت‌های a و b به صورت زیر محاسبه می‌شوند :

{\displaystyle a={\frac {1}{2\Gamma (1+1/\alpha )b}},\quad b=\sigma \,{\sqrt {\frac {\Gamma (1/\alpha )}{\Gamma (3/\alpha )}}}.}